# All-NBA Team 2010-2020
Cestisti inseriti nell'All-NBA Team per il periodo 2010-2020

## Elenco
|           | Membri del Naismith Memorial Basketball Hall of Fame |
| Grassetto | NBA Most Valuable Player                             |

| Stagione  |                           |                        |                           |                        |                       |                        |
| Stagione  | 1º quintetto              | 1º quintetto           | 2º quintetto              | 2º quintetto           | 3º quintetto          | 3º quintetto           |
| Stagione  | Giocatore                 | Squadra                | Giocatore                 | Squadra                | Giocatore             | Squadra                |
| --------- | ------------------------- | ---------------------- | ------------------------- | ---------------------- | --------------------- | ---------------------- |
| 2010-2011 | Kevin Durant (2)          | Oklahoma City Thunder  | Pau Gasol (3)             | Los Angeles Lakers     | LaMarcus Aldridge     | Portland Trail Blazers |
| 2010-2011 | LeBron James (7)          | Miami Heat             | Dirk Nowitzki (11)        | Dallas Mavericks       | Zach Randolph         | Memphis Grizzlies      |
| 2010-2011 | Dwight Howard (5)         | Orlando Magic          | Amar'e Stoudemire (5)     | New York Knicks        | Al Horford            | Atlanta Hawks          |
| 2010-2011 | Kobe Bryant (13)          | Los Angeles Lakers     | Dwyane Wade (6)           | Miami Heat             | Emanuel Ginóbili (2)  | San Antonio Spurs      |
| 2010-2011 | Derrick Rose              | Chicago Bulls          | Russell Westbrook         | Oklahoma City Thunder  | Chris Paul (3)        | New Orleans Hornets    |
| 2011-2012 | LeBron James (8)          | Miami Heat             | Kevin Love                | Minnesota Timberwolves | Carmelo Anthony (5)   | New York Knicks        |
| 2011-2012 | Kevin Durant (3)          | Oklahoma City Thunder  | Blake Griffin             | Los Angeles Clippers   | Dirk Nowitzki (12)    | Dallas Mavericks       |
| 2011-2012 | Dwight Howard (6)         | Orlando Magic          | Andrew Bynum              | Los Angeles Lakers     | Tyson Chandler        | New York Knicks        |
| 2011-2012 | Kobe Bryant (14)          | Los Angeles Lakers     | Tony Parker (2)           | San Antonio Spurs      | Dwyane Wade (7)       | Miami Heat             |
| 2011-2012 | Chris Paul (4)            | Los Angeles Clippers   | Russell Westbrook (2)     | Oklahoma City Thunder  | Rajon Rondo           | Boston Celtics         |
| 2012-2013 | LeBron James (9)          | Miami Heat             | Blake Griffin (2)         | Los Angeles Clippers   | David Lee             | Golden State Warriors  |
| 2012-2013 | Kevin Durant (4)          | Oklahoma City Thunder  | Carmelo Anthony (6)       | New York Knicks        | Paul George           | Indiana Pacers         |
| 2012-2013 | Tim Duncan (14)           | San Antonio Spurs      | Marc Gasol                | Memphis Grizzlies      | Dwight Howard (7)     | Los Angeles Lakers     |
| 2012-2013 | Kobe Bryant (15)          | Los Angeles Lakers     | Tony Parker (3)           | San Antonio Spurs      | Dwyane Wade (8)       | Miami Heat             |
| 2012-2013 | Chris Paul (5)            | Los Angeles Clippers   | Russell Westbrook (3)     | Oklahoma City Thunder  | James Harden          | Houston Rockets        |
| 2013-2014 | LeBron James (10)         | Miami Heat             | Blake Griffin (3)         | Los Angeles Clippers   | LaMarcus Aldridge (2) | Portland Trail Blazers |
| 2013-2014 | Kevin Durant (5)          | Oklahoma City Thunder  | Kevin Love (2)            | Minnesota Timberwolves | Paul George (2)       | Indiana Pacers         |
| 2013-2014 | Joakim Noah               | Chicago Bulls          | Dwight Howard (8)         | Houston Rockets        | Al Jefferson          | Charlotte Bobcats      |
| 2013-2014 | James Harden (2)          | Houston Rockets        | Tony Parker (4)           | San Antonio Spurs      | Goran Dragić          | Phoenix Suns           |
| 2013-2014 | Chris Paul (6)            | Los Angeles Clippers   | Stephen Curry             | Golden State Warriors  | Damian Lillard        | Portland Trail Blazers |
| 2014-2015 | LeBron James (11)         | Cleveland Cavaliers    | LaMarcus Aldridge (3)     | Portland Trail Blazers | Blake Griffin (4)     | Los Angeles Clippers   |
| 2014-2015 | Anthony Davis             | New Orleans Pelicans   | Pau Gasol (4)             | Chicago Bulls          | Tim Duncan (15)       | San Antonio Spurs      |
| 2014-2015 | Marc Gasol (2)            | Memphis Grizzlies      | DeMarcus Cousins          | Sacramento Kings       | DeAndre Jordan        | Los Angeles Clippers   |
| 2014-2015 | James Harden (3)          | Houston Rockets        | Russell Westbrook (4)     | Oklahoma City Thunder  | Klay Thompson         | Golden State Warriors  |
| 2014-2015 | Stephen Curry (2)         | Golden State Warriors  | Chris Paul (7)            | Los Angeles Clippers   | Kyrie Irving          | Cleveland Cavaliers    |
| 2015-2016 | Kawhi Leonard             | San Antonio Spurs      | Kevin Durant (6)          | Oklahoma City Thunder  | Paul George (3)       | Indiana Pacers         |
| 2015-2016 | LeBron James (12)         | Cleveland Cavaliers    | Draymond Green            | Golden State Warriors  | LaMarcus Aldridge (4) | San Antonio Spurs      |
| 2015-2016 | DeAndre Jordan (2)        | Los Angeles Clippers   | DeMarcus Cousins (2)      | Sacramento Kings       | Andre Drummond        | Detroit Pistons        |
| 2015-2016 | Stephen Curry (3)         | Golden State Warriors  | Damian Lillard (2)        | Portland Trail Blazers | Klay Thompson (2)     | Golden State Warriors  |
| 2015-2016 | Russell Westbrook (5)     | Oklahoma City Thunder  | Chris Paul (8)            | Los Angeles Clippers   | Kyle Lowry            | Toronto Raptors        |
| 2016-2017 | Kawhi Leonard (2)         | San Antonio Spurs      | Giannīs Antetokounmpo     | Milwaukee Bucks        | Jimmy Butler          | Chicago Bulls          |
| 2016-2017 | LeBron James (13)         | Cleveland Cavaliers    | Kevin Durant (7)          | Golden State Warriors  | Draymond Green (2)    | Golden State Warriors  |
| 2016-2017 | Anthony Davis (2)         | New Orleans Pelicans   | Rudy Gobert               | Utah Jazz              | DeAndre Jordan (3)    | Los Angeles Clippers   |
| 2016-2017 | James Harden (4)          | Houston Rockets        | Stephen Curry (4)         | Golden State Warriors  | DeMar DeRozan         | Toronto Raptors        |
| 2016-2017 | Russell Westbrook (6)     | Oklahoma City Thunder  | Isaiah Thomas             | Boston Celtics         | John Wall             | Washington Wizards     |
| 2017-2018 | Kevin Durant (8)          | Golden State Warriors  | Giannīs Antetokounmpo (2) | Milwaukee Bucks        | Jimmy Butler (2)      | Minnesota Timberwolves |
| 2017-2018 | LeBron James (14)         | Cleveland Cavaliers    | LaMarcus Aldridge (5)     | San Antonio Spurs      | Paul George (4)       | Oklahoma City Thunder  |
| 2017-2018 | Anthony Davis (3)         | New Orleans Pelicans   | Joel Embiid               | Philadelphia 76ers     | Karl-Anthony Towns    | Minnesota Timberwolves |
| 2017-2018 | James Harden (5)          | Houston Rockets        | DeMar DeRozan (2)         | Toronto Raptors        | Victor Oladipo        | Indiana Pacers         |
| 2017-2018 | Damian Lillard (3)        | Portland Trail Blazers | Russell Westbrook (7)     | Oklahoma City Thunder  | Stephen Curry (5)     | Golden State Warriors  |
| 2018-2019 | Giannīs Antetokounmpo (3) | Milwaukee Bucks        | Joel Embiid (2)           | Philadelphia 76ers     | Russell Westbrook (8) | Oklahoma City Thunder  |
| 2018-2019 | James Harden (6)          | Houston Rockets        | Kevin Durant (9)          | Golden State Warriors  | Blake Griffin (5)     | Detroit Pistons        |
| 2018-2019 | Stephen Curry (6)         | Golden State Warriors  | Damian Lillard (4)        | Portland Trail Blazers | LeBron James (15)     | Los Angeles Lakers     |
| 2018-2019 | Paul George (5)           | Oklahoma City Thunder  | Kawhi Leonard (3)         | Toronto Raptors        | Rudy Gobert (2)       | Utah Jazz              |
| 2018-2019 | Nikola Jokić              | Denver Nuggets         | Kyrie Irving (2)          | Boston Celtics         | Kemba Walker          | Charlotte Hornets      |
| 2019-2020 | Giannīs Antetokounmpo (4) | Milwaukee Bucks        | Kawhi Leonard (4)         | Los Angeles Clippers   | Jayson Tatum          | Boston Celtics         |
| 2019-2020 | LeBron James (16)         | Los Angeles Lakers     | Nikola Jokić (2)          | Denver Nuggets         | Jimmy Butler (3)      | Miami Heat             |
| 2019-2020 | James Harden (7)          | Houston Rockets        | Damian Lillard (5)        | Portland Trail Blazers | Rudy Gobert (3)       | Utah Jazz              |
| 2019-2020 | Anthony Davis (4)         | Los Angeles Lakers     | Chris Paul (9)            | Oklahoma City Thunder  | Ben Simmons           | Philadelphia 76ers     |
| 2019-2020 | Luka Dončić               | Dallas Mavericks       | Pascal Siakam             | Toronto Raptors        | Russell Westbrook (9) | Houston Rockets        |